# Laura Biagiotti
Laura Biagiotti (ur. 4 sierpnia 1943 w Rzymie, zm. 26 maja 2017 tamże) – włoska projektantka mody, założycielka domu mody sygnowanego jej imieniem i nazwiskiem.

## Życiorys
Jej ojcem był Giuseppe Biagiotti a matką Delia Soldaini Biagiotti, założycielka pracowni mody, która projektowała mundury dla pracowników Alitalii. W młodości studiowała  archeologię i literaturę na rzymskim Uniwersytecie La Sapienza, ale przerwała studia, by pomagać matce w pracowni krawieckiej.
W 1965 roku wraz z mężem Gianni Cigną założyła firmę odzieżową Biagiotti Export. W 1972 roku zdecydowała się zainwestować w dzianinę, kupując MacPherson of Pisa, firmę specjalizującą się w produkcji odzieży z kaszmiru. W 1972 to także rok założyła swój dom mody sygnowany własnym imieniem i nazwiskiem, który swoją pierwszą kolekcję zaprezentował  we Florencji, na Circolo della Stampa, przyciągając uwagę kupujących bardzo kobiecym stylem.  W latach 70. marka "Laura Biagiotti" stała się jedną z najbardziej znanych w Europie a także w świecie. Pierwszy pokaz mody miał kilka elementów, które obracały się wokół białej marynarki, którą można było nosić w ciągu dnia lub wieczorem, w zależności od pasujących akcesoriów. Laura Biagiotti preferowała stroje, które potrafią zapewnić komfort pracującym kobietom. Biel w połączeniu ze szlachetnymi materiałami od razu stał się znakiem rozpoznawczym jej stylu. Na początku lat 80. zadebiutowała linia „Portret”, promowana m.in. przez Dianę Vreeland, dziennikarkę modową magazynu Vogue. Następnie jej kolekcje obejmowały okulary, szaliki, krawaty, buty, biżuterię, torby oraz kolekcje męskie i dziecięce. W latach 80. projektantka doskonaliła swój styl w imię eksperymentowania z tkaninami: jej kreacje były coraz bardziej innowacyjne, do tego stopnia że New York Times nazwał ją „Królowa kaszmiru”. W 1982 roku z zapachem Fiori Bianchi, projektantka wkroczyła na rynek perfum. Najlepiej sprzedający się zapach firmy, Roma pojawił się w 1988 roku. Te słynne na całym świecie perfumy zostały zamknięte w flakonie przypominającym swoim kształtem starożytną, rzymską kolumnę. Kolekcja Laura Biagiotti Uomo dla mężczyzn została wprowadzona na rynek w 1987 roku. W 1988 roku Biagiotti jako pierwsza włoska projektantka zaprezentowała pokaz mody w Chinach (kolekcja jedwabnych i kaszmirowych sukienek i bluzek); w 1995 roku jako pierwsza projektantka zaprezentowała swój pokaz mody na Kremlu. W 1999 roku Laura Biagiotti podpisała umowę sponsorską z Teatrem Piccolo w Mediolanie, gdzie jej kolekcje są przezentowane do dziś. Biagiotti działała również jako propagatorka kultury: w 1998 roku jej firma Laura Biagiotti Parfums przywróciła schodom Cordonata Campidoglio (prowadzących na Plac Kapitoliński i zaprojektowanych przez Michała Anioła) ich starożytną świetność, w 2003 roku podarowała nową kurtynę do teatru La Fenice w Wenecji, a w lutym 2007 rozpoczęła finansowanie odbudowy fontann na Piazza Farnese w Rzymie.
Laura Biagiotti była w latach 2000 - 2008 przewodniczącą Komitetu Leonardo, składającego się z wybitnych Włochów w dziedzinie przemysłu, sztuki i kultury, a w 2009 roku została jego honorową przewodniczącą.
Kolekcje Biagiotii na wybiegu prezentowały znane światowe modelki, m.in.: Eva Herzigová, Sandra Chudzinski, Estelle Lefébure, Gretha Cavazzoni, Sibyl Buck, Niki Taylor, Cindy Crawford, Yasmeen Ghauri, Ling Tang oraz polskie modelki: Agnieszka Martyna, Agnieszka Maciąg i Patrycja Gardygajło.
Biagiotti zmarła 26 maja 2017 w szpitalu Sant' Andrea w Rzymie, gdzie była hospitalizowana na oddziale intensywnej terapii po zatrzymaniu akcji serca, którego doznała w swojej rezydencji w Guidonia. 

## Życie prywatne
Od 1980 roku mieszkała i pracowała na rzymskiej wsi Guidonia, w odrestaurowanym XI - wiecznym zamku Marco Simone, wraz z mężem Gianni Cigną, który zmarł w sierpniu 1996 roku. Jej córka Lavinia Biagiotti Cigna (ur. 12 października 1978) weszła do rodzinnej firmy w 1997 roku i została wiceprezesem firmy w 2005.

## Nagrody i wyróżnienia[10]
- Nagroda Kobieta Roku, Nowy Jork (1992)
- Trofeum "Marco Polo' za sprowadzenie włoskiego przemysłu do Chin, Pekin (1993)
- Uhonorowanie Cavaliere del Lavoro (Kawalera Pracy) przez Prezydenta Republiki Włoskiej Oscara Luigiego Scalfaro za wysoki wkład w rozpowszechnianie prestiżu Made in Italy na świecie (1995)
- Nagroda "Prix Femmes d'Europe" za wkład w promowanie udziału kobiet w rozwoju zjednoczonej Europy (2001)
- W 2002 roku otrzymała kilka nagród Marisa Bellisario oraz Nagrodę za Całokształt Twórczości Narodowej Rady Mody Włoskiej, która została wręczona podczas pokazu mody Donna sotto le stelle. W tym samym roku Poczta Włoska wydała znaczek o wartości 41 euro centów upamiętniający projektantkę i przedstawiający długą suknię inspirowaną klasycznym stylem rzymskim
- "Wilk Kapitoliński" przyznany przez burmistrza Rzymu Waltera Veltroniego (2004)
- "Kryształowy Lew" za całokształt twórczości - Venice Casino Award podczas oficjalnej Gali na zakończenie 64. Międzynarodowego Festiwalu Filmowego w Wenecji (2007)
- Nagroda "Leonardo", wręczoną po raz pierwszy kobiecie przez Prezydenta Republiki Włoskiej Giorgio Napolitano (2011)
- Nagroda "America” z Fundacji "Włochy - USA” (2011)